# یانوش زارنکویچ
یانوش زارنکویچ (انگلیسی: Janusz Zarenkiewicz؛ زادهٔ ۳ اوت ۱۹۵۹) بوکسور اهل لهستان است.